# (6274) Taizaburo
(6274) Taizaburo (1992 FV) – planetoida z pasa głównego asteroid okrążająca Słońce w ciągu 3,15 lat w średniej odległości 2,15 j.a. Odkryta 23 marca 1992 roku.